# サン・ハビエル
サン・ハビエル（スペイン語: San Javier）は、スペイン・ムルシア州のムニシピオ（基礎自治体）。自治体名は聖フランシスコ・ザビエルに因んでいる。2017年の人口は31,695人。

## 地理
面積は74km2、2017年の人口は31,695人。ムルシア州の東部、コスタ・カリダ（暖かい海岸）と呼ばれる地域にあり、潟湖であるマール・メノールの北側にある。近隣にはピラール・デ・ラ・オラダーダ、ムルシア州の州都ムルシア、サン・ペドロ・デル・ピナタール、トーレ・パチェコ、カルタヘナ、ロス・アルカサレスなどの自治体がある。
マール・メノールと地中海を隔てる砂州であるラ・マンガの北側もサン・ハビエルの自治体域に含まれる。マール・メノールやラ・マンガに観光客が押し寄せるため、夏季には人口が増加する。マール・メノールには火山性の島が5つあるが、うちマヨール島とペルディゲーラ島の2つはサン・ハビエルの自治体域に含まれる。
国際空港であるムルシア＝サン・ハビエル空港がある。

### 地区
中心地は自治体名と同名のサン・ハビエル地区であり、その他に10の地区がある。
- サン・ハビエル地区
- エル・ミラドール地区
- ラ・グラフエラ地区
- ローダ地区
- ロス・サエス・デ・タルキナーレス地区
- ポソ・アレード地区
- ロス・ピノス地区
- ロ・リェレーナ地区
- ラ・カラベラ地区
- サンティアゴ・デ・ラ・リベラ地区
- ラ・マンガ・デル・マール・メノール地区

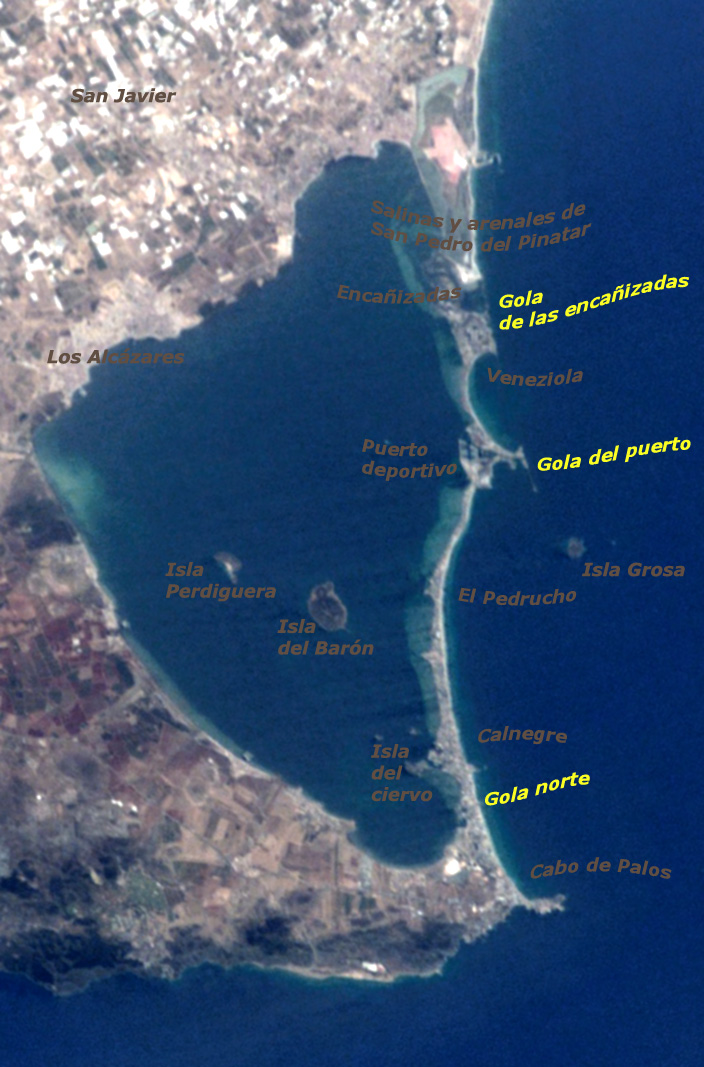
潟湖のマール・メノール
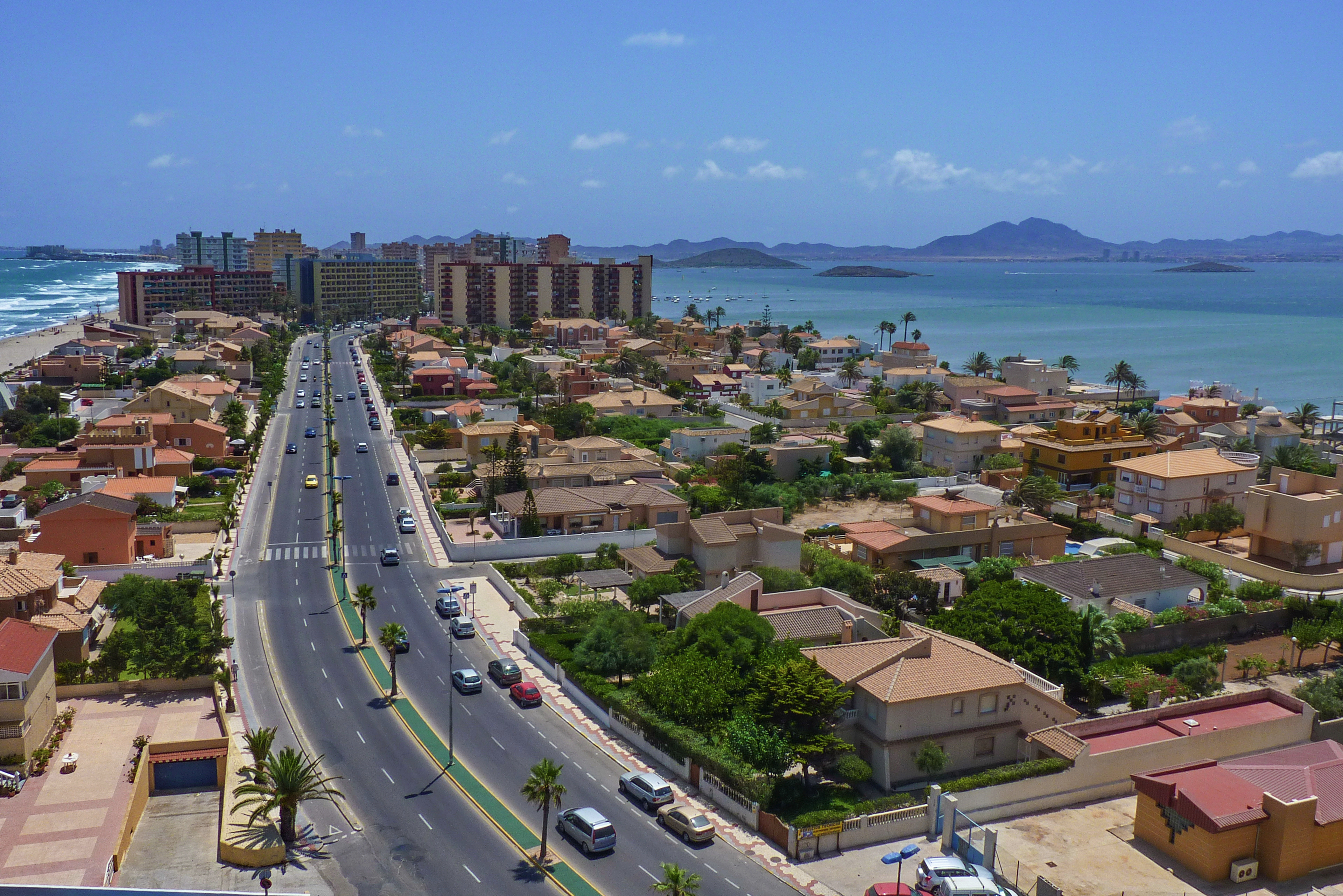
ラ・マンガを通る幹線道路と別荘地

### 人口
| サン・ハビエルの人口推移 1991－2013                     |
|                                                         |
| 出典:INE（スペイン国立統計局）1900年 - 1991年、1996年 - |

## 政治
| 任期      | 首長名                        | 政党                           |
| --------- | ----------------------------- | ------------------------------ |
| 1979–1983 | Francisco J. Martínez Tárraga | 民主中道連合(UCD)              |
| 1983–1987 | José Ruiz Manzanares          | 国民同名 (AP)                  |
| 1987–1991 | José Ruiz Manzanares          | 国民党 (PP)                    |
| 1991–1995 | José Ruiz Manzanares          | 国民党 (PP)                    |
| 1995–1999 | José Ruiz Manzanares          | 国民党 (PP)                    |
| 1999–2003 | José Hernández                | 国民党 (PP)                    |
| 2003–2007 | José Hernández                | 国民党 (PP)                    |
| 2007–2011 | Josefa García                 | スペイン社会労働党 (PSPV-PSOE) |
| 2011–2015 | Juan Martínez Pastor          | 国民党 (PP)                    |
| 2015–2019 | José Miguel Luengo Gallego    | 国民党 (PP)                    |
| 2019–2023 | n/d                           | n/d                            |
| 2023–     | n/d                           | n/d                            |

## スポーツ
1980年にはサッカークラブのADマール・メノール＝サン・ハビエルが設立され、1988年には地域リーグからリーガ・エスパニョーラに舞台を移した。レアル・ムルシアの下部組織に所属していたマリアーノ・サンチェス・マルティネス、赤道ギニア代表のルベン・エピティエなどはADマール・メノール＝サン・ハビエルに在籍した経験がある。主にテルセーラ・ディビシオン（4部相当）に在籍し、1996-97シーズンと1997-98シーズンはセグンダ・ディビシオンB（3部相当）に在籍したが、財政難が理由で2007年に解散した。同年には後継クラブとしてマール・メノールFCが設立され、2010年からはリーガ・エスパニョーラのテルセーラ・ディビシオンに所属している。ADマール・メノール＝サン・ハビエルもマール・メノールFCも、エスタディオ・ピティンをホームスタジアムとしている。

## 空港

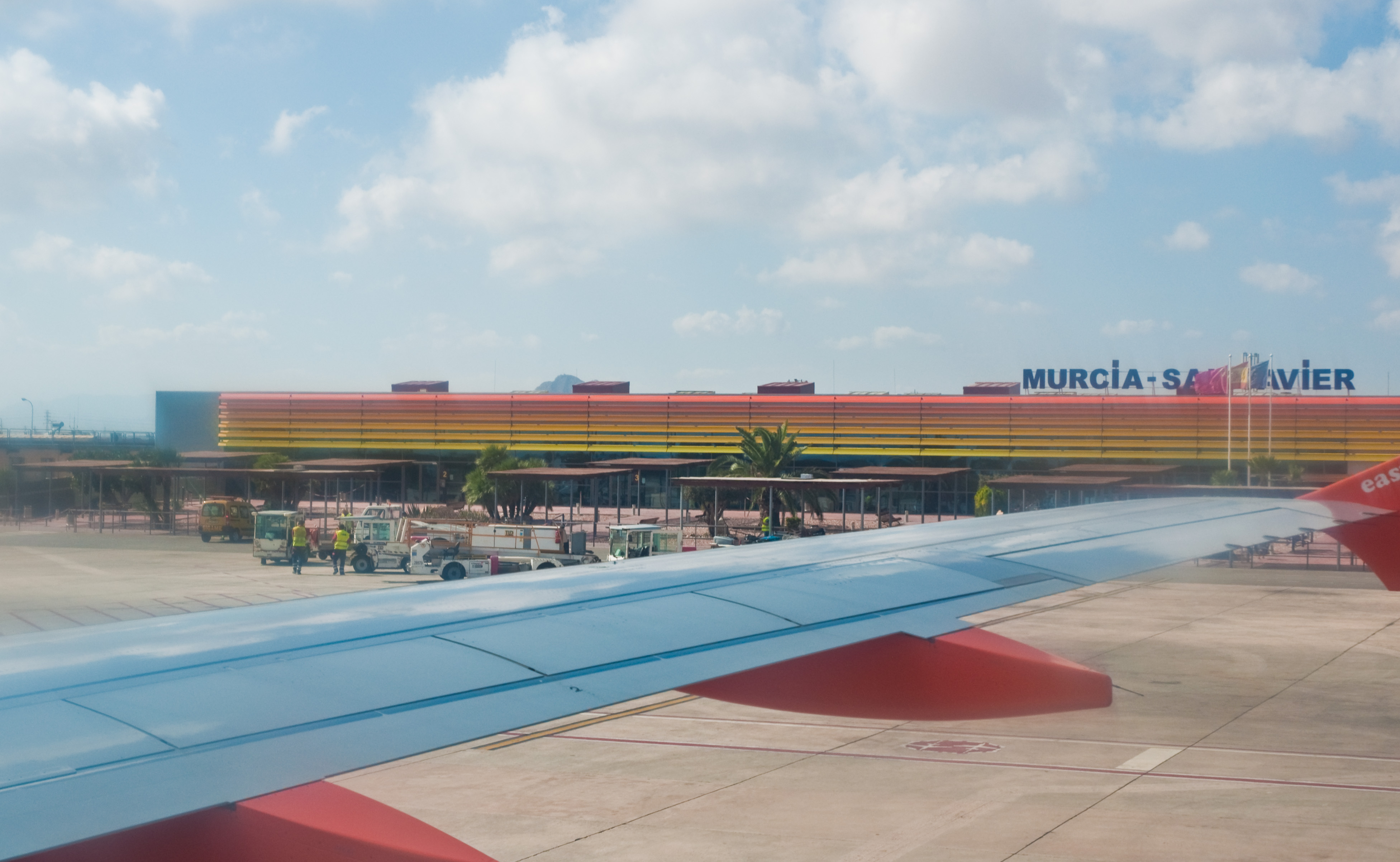
ムルシア＝サン・ハビエル空港

軍民共用のムルシア＝サン・ハビエル空港はムルシア州の主要な空港であり、ムルシア州の州都ムルシアから42㎞南東、カルタヘナから25km北東のサン・ハビエルの自治体域にある。スペイン空軍が所有し、Aenaが運営している。
イングランドのロンドン・スタンステッド空港、ロンドン・ルートン空港、リーズ・ブラッドフォード空港、マンチェスター空港、バーミンガム空港、スコットランドのグラスゴー・プレストウィック国際空港、アイルランドのダブリン空港、ドイツのフランクフルト空港、チェコのヴァーツラフ・ハヴェル・プラハ国際空港、オランダのアイントホーフェン空港、ベルギーのアントワープ国際空港とシャルルロワ空港に対して定期便が運航されている。
1930年代後半のスペイン内戦前には、サンティアゴ・デ・ラ・リベラ地区に軍用空港が建設された。スペイン共和国空軍が爆撃機のために使用したほか、軍人の訓練施設としても使用された。スペイン内戦終結後にはスペイン空軍が使用した。
2016年の旅客数は1,096,980人であり、ムルシア州最大の民間空港である。2300mと1580mの2本の滑走路を持つ。2014年と2016年には国際空港評議会(ACI)によって、エアポート・サービス・クオリティ・アワードの「ヨーロッパにおける最優秀地域空港」に選ばれた。

## 出身者
- アントニオ・カニャーダス（英語版）(1979-) : サッカー選手。